# Síndrome de Hermansky-Pudlak
El síndrome de Hermansky-Pudlak (HPS) es una rara enfermedad genética autosómica recesiva que se manifiesta por albinismo ocular y cutáneo, eventos hemorrágicos debidos a anormalidades en las plaquetas y almacenamiento lisosomal de un compuesto lipoproteico anormal  de lipofucina serosa.
Existen ocho formas clásicas de la enfermedad, dependiendo de la mutación genética específica que genera el defecto.
Este síndrome tiene una alta prevalencia en puertorriqueños, sin embargo, hay casos registrados en otras partes del mundo. La primera descripción fue realizada en 1959 en dos pacientes de origen checoslovaco.
El color de la piel y pelo el es generalmente blanco, aunque no siempre. El color de los ojos oscila entre el tono café oscuro o negro y el azul. Son frecuentes los problemas oculares, entre ellos estrabismo y agudeza visual disminuida.
Los pacientes con este síndrome suelen presentar bajo nivel del factor von Willebrand, que es un importante factor de la coagulación de la sangre. También presentan enfermedades pulmonares, la más frecuente es la fibrosis pulmonar y enfermedades del tracto intestinal, como la enfermedad de Crohn.
El tratamiento no es curativo y pretende disminuir los síntomas y mejorar la calidad de vida de los pacientes.